# Kangvon (Észak-Korea)
Kangvon (hangul: 강원도, Kangvon-to, handzsa: 江原道, RR: Kangwŏn-to, ’a folyó forrása’) Észak-Korea egyik tartománya. 1948-ig az egységes ország része volt, majd Korea kettészakadása során északi része az északihoz, déli része azonos néven pedig Dél-Koreához került. Székhelye Vonszan (Wŏnsan).
Elődjének Kvandong (Kwandong) régió tekinthető. 1896-ban jött létre Korea egyik tartományaként. 1946-ban a része lett Dél-Hamgjong (Hamgyŏng) tartomány Vonszan (Wŏnsan) városa, illetve Muncshon (Munch'ŏn) és Anbjon (Anbyŏn) megyéi, továbbá Kjonggi (Gyeonggi) tartomány Joncshon (Yŏnch'ŏn) és Jangphjong (Yangp'yŏng) megyéi. Ez utóbbi megyét később megszüntették.

## Földrajza
Keletről a Japán-tenger (Koreában: Keleti-tenger), nyugatról Észak-Hvanghe (Hwanghae) tartomány, északról Dél-Hamgjong (Hamgyŏng) és Dél-Phjongan (P'yŏngan) tartományok, délről a koreai demilitarizált övezet, azon túl pedig Dél-Korea Kangvon (Gangwon) illetve Kjonggi (Gyeonggi) tartományai határolják.

## Közigazgatása
Kangvon (Kangwŏn) két városra (si) és 15 megyére (kun) van felosztva.
| Városai: - Vonszan (Wŏnsan) (원산시; 元山市) székhely - Muncshon (Munch'ŏn) (문천시; 文川市) Megyéi: - Koszan (Kosan) (고산군; 高山郡) - Koszong (Kosŏng) (고성군; 高城郡) - Kumgang (Kŭmgang) (금강군; 金剛郡) - Kimhva (Kimhwa) (김화군; 金化郡) - Poptong (Pŏptong) (법동군; 法洞郡) - Szepho (Sep'o) (세포군; 洗浦郡) - Anbjon (Anbyŏn) (안변군; 安邊郡) | - Icshon (Ich'ŏn) (이천군; 伊川郡) - Cshangdo (Ch'angdo) (창도군; 昌道郡) - Cshonne (Ch'ŏnnae) (천내군; 川內郡) - Cshorvon (Ch'ŏrwŏn) (철원군; 鐵原郡) - Thongcshon (T'ongch'ŏn) (통천군; 通川郡) - Phangjo (P'an'gyo) (판교군; 板橋郡) - Phjonggang (P'yŏnggang) (평강군; 平康郡) - Höjang (Hoeyang) (회양군; 淮陽郡) |

## Gazdaság
Kangvon (Kangwŏn) tartomány gazdasága színesfémiparra, gépiparra, fafeldolgozóiparra, bányászatra és elektromosenergia-előállításra épül.

## Oktatás
Kangvon (Kangwŏn) számos oktatási intézménynek, köztük hét egyetemnek, 20 főiskolának, mintegy 400 általános iskoláknak és 370 középiskoláknak ad otthont.
Legfontosabb egyetemei:
- Vonszan (Wŏnsan)i Földművelési Egyetem (원산농업대학; 元山農業大學)
- Csong Dzsunthek (Chŏng Jun-t'aek) Vonszan (Wŏnsan)i Közgazdasági Egyetem (정준택원산경제대학; 鄭俊澤元山經濟大學)
- Tonghe (Tonghae) Egyetem (동해대학; 東海大學)
- Kumgang (Kŭmgang) Egyetem (금강대학; 金剛大學)
- Szongdovon (Songdowŏn) Egyetem (송도원대학; 松濤園大學)

## Egészségügy
A tartomány számos egészségügyi intézménnyel rendelkezik, köztük saját kórházzal.

## Közlekedés
A tartomány számos vasúti kapcsolattal rendelkezik, ilyenek például a Kangvon (Kangwŏn), Cshongnjon Icshon (Ch'ŏngnyŏn Ich'ŏn), Koam (Koam) és Cshonne (Ch'ŏnnae) vasútvonalak. Emellett közutakon is megközelíthető.